# Abeno Harukas
Abeno Harukas (în japoneză あべのハルカス) este cel mai renumit zgârie-nori din Japonia. Se află în cartierul Abeno din orașul Osaka și are o înălțime de 300 m. Este folosit ca spațiu de birouri, hotel de 5 stele și magazine.
Construcția sa a început în 2010 și s-a terminat în 2014. Are 60 de etaje. Suprafața utilizabilă este de 211.900 m².
Firma de arhitectură care l-a proiectat este César Pelli & Associates, iar firmele de contractare au fost Takenaka Corporation și Mitsubishi Estate.